# François Desport
Pour les articles homonymes, voir Desport.
François Desport, mort vers 1760, est un médecin français.

## Biographie
Louis-Gabriel Michaud écrit qu'il « a été l'un des plus grands chirurgiens militaires dont s'honore la France ».
En service aux armées d'Italie (1734) puis de Corse (1738), il est surtout connu pour son Traité des plaies d'armes à feu, publié en 1749 à Paris qui fut réputé.
Membre de l'Académie de chirurgie, en 1751, il devient premier chirurgien de la Reine.